# Ново градище
Ново градище е село в Северна България. То се намира в община Стражица, област Велико Търново.

## Население
Преброяване на населението през 2011 г.
Численост и дял на етническите групи според преброяването на населението през 2011 г.:
|                     | Численост | Дял (в %) |
| Общо                | 107       | 100,00    |
| Българи             | 102       | 95,32     |
| Турци               | 5         | 4,67      |
| Цигани              | 0         | 0,00      |
| Други               | 0         | 0,00      |
| Не се самоопределят | 0         | 0,00      |
| Не отговорили       | 0         | 0,00      |